# Trochosa liberiana
Trochosa liberiana là một loài nhện trong họ Lycosidae.
Loài này thuộc chi Trochosa. Trochosa liberiana được Carl Friedrich Roewer miêu tả năm 1960.